# ایزدی (نام خانوادگی)
ایزدی یک نام خانوادگی است. افراد شاخص با این نام از این قرارند:
- پیروز ایزدی، زبان‌شناس و مترجم ایرانی
- شکرانه ایزدی، تکواندوکار زن اهل کشور ایران
- علی‌محمد ایزدی، مهندس کشاورزی اهل ایران
- قدرت‌الله ایزدی، بازیگر کمدی ایرانی
- مرتضی ایزدی زردآلو، بازیکن فوتبال اهل ایران
- مصطفی ایزدی، نویسنده، روزنامه‌نگار و فعال سیاسی اهل ایران
- مصطفی ایزدی، نظامی ایرانی
- مهرداد ایزدی، علمی کرد